# Glenroy
Glenroy är en del av en befolkad plats i Australien. Den ligger i kommunen Moreland och delstaten Victoria, omkring 13 kilometer norr om delstatshuvudstaden Melbourne. Antalet invånare är 19 644.
Runt Glenroy är det mycket tätbefolkat, med 3 249 invånare per kvadratkilometer.. Närmaste större samhälle är Melbourne, omkring 13 kilometer söder om Glenroy. 
Runt Glenroy är det i huvudsak tätbebyggt. Genomsnittlig årsnederbörd är 971 millimeter. Den regnigaste månaden är juni, med i genomsnitt 115 mm nederbörd, och den torraste är januari, med 34 mm nederbörd.